# Lyksborg Slot
Lyksborg Slot (tysk: Schloss Glücksburg) er et slot i det nordlige Tyskland, der blev bygget mellem 1582 og 1587 af Hans den Yngre, som var søn af Christian 3. Det regnes blandt de mest betydningsfulde renæssanceslotte i Norden. Det blev bygget på ruinerne af Ryd Kloster, som tilhørte cisterciencermunkene. Slottet ligger i den tyske delstat Slesvig-Holsten.
Vandslottet ligger direkte i Lyksborg by på en dæmning i Rydebækken, som blev bygget på en 2,5 m høj granitsokkel. Forbindelsen til land gik over en bro. 
Slottes bygherre Hans den Yngre blev stamfader til både den augustenborgske linje og det nuværende danske kongehus af den lyksborgske linje. Slægten uddøde i 1799, hvorved besiddelserne tilfaldt den danske krone.
Lyksborg Slot var før 1864 en dansk kongelig residens. Frederik 7. var ofte på slottet. Han døde her den 15. november 1863 før krigsudbruddet i 1864. Ved slotsdammen findes med Kongeegen (på tysk: Königseiche) et mindetræ om kongen. 
Den 23. maj 1945 blev Hitlers rustningsminister Albert Speer arresteret af de allierede. Samme dag blev han sammen med rigspræsident Karl Dönitz og generaloberst Alfred Jodl præsenteret for verdenspresse på politigården i Flensburg. 

## Bygningen
Det hvide slot er en kvadratisk bygning. Det består af tre treetagers sammenbyggede gavlhuse, som hver er ca. 30 m lang. I hvert hjørne blev bygget et ottekantet tårn med en diameter på syv meter. De små påhængte huse på tårnene fungerede som toiletter. Næsten alle salene, deriblandt en stor ridder– og banketsal, er hvælvede. Slottets fundament blev til dels bygget af granitblokke fra den forhenværende klosterkirke, mens klostrets teglstene blev genbrugt til slottets hvidkalkede murstensbygning. Over indgangsportalen står Hans den Yngres valgsprog Gud give lykke med fred eller på tysk Gott Gebe Glück Mit Frieden (G G G M F). 
Slotskapellet, som oprindeligt var forbeholdt den kongelige og hertugelige familie og hofpersonalet, blev senere også anvendt som bykirke. Her findes krypten, som tilhørte den tidligere linje af Lyksborg-familien, som uddøde i 1779.
Fra slottet fører en vej til den store firkantede slotsplads, som på tre sider er omkranset af de senere opførte sidebygninger (blandt dem kavalerhuset fra 1786). Gårdens lanterner kommer fra Amalienborg i København og blev installeret i den danske tid i 1859.

## Museet
I 1923 blev Lyksborg Slot overført til en stiftelse under hertugfamilien Slesvig-Holsten-Sønderborg-Lyksborg og åbnet for publikum som museum. Det rummer blandt andet en omfattende samling kulturhistoriske kunstværker, gobeliner, porcelæn og møbler.
I slotskapellet findes fine kalkmalerier, altertavle og en trædøbefont med fine træskærerarbejder fra 1640. Her findes også en udstilling af fund fra det gamle Ryd Klosters munkekirkegård.
I første etage ligger den røde sal med fint stukmønster i loftet. På anden etage ligger den hvide sal, med Bruxelles-gobelinerne fra 1740. 
Slottets store samling nederlandske gobeliner og flamske lædertapeter i oliefarver på bladsølv er en stor seværdighed. Desuden findes våbensamlinger og store portrætter fra det 16. århundrede. Malerier dokumenterer overlapningen mellem tysk og dansk historie i Sønderjylland.
Tæt på slottet ligger slotshaven med rosenhaven. Her ligger også orangeriet fra 1747. Orangeriet danner en stilfuld baggrund for koncerter, kunstudstillinger og andre kulturarrangementer. Den hvide avlsbygning er fra 1585.